# Zuidersportpark (Sneek)
Zuidersportpark is een sportpark in de stad Sneek.
Het sportpark bevindt zich vlak buiten het centrum van de stad en is de thuisbasis voor voetbalvereniging ONS Sneek. Tot 2008 speelde ook WZS op het terrein, zij hadden een eigen veld aan de zuidzijde van het complex.
Het Zuidersportpark is echter niet het meest zuidelijk gelegen voetbalveld; dat is het terrein van VV Sneek Wit Zwart. In 1999 is op het sportpark de nieuwe ONS-tribune geopend door de wethouder. Sinds november 2008 beschikt het Zuidersportpark over een kunstgrasveld. Tevens werd een nieuwe tribune met 200 zitplaatsen in gebruik genomen. Het complex heeft 3 grasvelden, 1 kunstgrasveld en 10 kleedkamers. In de volksmond wordt het sportpark ook wel 'South Park' genoemd.